# Ouragan Bob
Pour les articles homonymes, voir Cyclone tropical Bob.
L’ouragan Bob était l'un des cyclones tropicaux les plus coûteux de l'histoire de la Nouvelle-Angleterre. Deuxième tempête et premier ouragan de la saison 1991 dans l'océan Atlantique nord, Bob s'est formé près des Bahamas et s'est dirigé ensuite vers le Cap Hatteras qu'il a frôlé. Il a ensuite atteint son intensité maximale de catégorie 3 dans l'échelle de Saffir-Simpson juste avant de toucher la Nouvelle-Angleterre. Bob est par la suite devenu extra-tropical en passant sur les provinces de l'Atlantique canadiennes. La dépression post-tropicale restante a traversé l'Atlantique et atteint les Açores.
L'ouragan a causé des dégâts considérables en Nouvelle-Angleterre, totalisant environ 1,5 milliard de dollars américain de 1991. Ceci constituait à l'époque l'un des ouragans les plus coûteux à frapper les États-Unis. En 2013, il n'était cependant plus classé qu'au trente-deuxième rang. Bob a aussi fait dix-sept victimes, la plupart des pertes de vie et des dommages furent causés par les vents forts et la mer démontée. Il y eut six tornades confirmées lors de son passage. Le nom Bob fut retiré par la suite des listes de noms potentiels pour un cyclone tropical dans l'Atlantique nord.

## Évolution météorologique
Bob s'est développé à partir d'une zone de basse pression près des Bahamas le 16 août. La dépression s'est intensifiée et est devenue la tempête tropicale tard le même jour. Elle a courbé au nord-nord-ouest puis au nord-nord-est après avoir été atteint le seuil d'ouragan le 17 août. En tant que tel, il a brossé les Outer Banks de Caroline du Nord les 18 et 19 août est devenu dans un ouragan majeur (catégorie 3 ou plus grand sur l'échelle de Saffir-Simpson). Après un pic d'intensité avec des vents maximums soutenus de 185 km/h), Bob s'est légèrement affaibli alors qu'il s'approchait de la côte de la Nouvelle-Angleterre.
L'ouragan a touché deux fois le Rhode Island comme un ouragan de catégorie 2 le 19 août, d'abord sur Block Island et ensuite à Newport, le seul ouragan à frapper les États-Unis contigus pendant la saison de 1991. Passant ensuite à l'intérieur des terres, Bob s'est rapidement affaibli et est devenu une tempête tropicale avant de  ressortir dans le golfe du Maine. Peu de temps après, Bob a touché le Maine comme une forte tempête tropicale au 20 août puis est entré dans la province canadienne du Nouveau-Brunswick quelques heures plus tard, devenant extratropical. Le 21 août, les restes de Bob ont traversé Terre-Neuve avant de se diriger vers l'océan Atlantique. La dépression restante a traversé l'océan pour finalement se dissiper à l'ouest du Portugal le 29 août.

## Préparatifs
Le 16 août, le gouvernement des Bahamas a émis un avertissement de tempête tropicale pour le nord-ouest du pays mais il fut annulé quand Bob change de direction vers le nord. Peu de temps avant que le système devienne à un ouragan le 17 août, le NHC émit la première veille cyclonique pour les zones côtières de la Caroline du Nord et la Virginie. Environ quatre heures après cela un avertissement d'ouragan fut émis. Graduellement, veilles et alertes cycloniques furent prolongées pour les régions le long de la côte vers New York et la Nouvelle-Angleterre aux États-Unis.
Suivant de l'émission de l'avertissement d'ouragan en Caroline du Nord le 17 août, des ordres d'évacuation obligatoires furent édictés pour les îles de la côte. De 50 000 à 100 000 personnes quittèrent la côte et les îles, causant des bouchon de circulation dans certains endroits qui dépassaient trois heures. Malgré les appels à l'évacuation, il est estimé que 50 000 personnes demeurèrent à la maison. Plusieurs ponts dans la région furent fermés avant l'arrivée de Bob, le Service des parcs nationaux ferma l'accès aux campings dans le parc des Outer Banks et un refuge fut ouvert dans le comté de Carteret,.
En Virginie, 125 avions furent transférés de la base aérienne de Langley à la base aérienne de Wright-Patterson à Dayton, dans l'Ohio. Environ 400 personnes furent évacuées des zones côtières du Maryland, et les magasins à Ocean City signalèrent une augmentation substantielle des ventes liées à la préparation cyclonique. Plus au nord dans le New Jersey, les propriétaires des casinos firent mettre des sacs de sable pour protéger les structures et des panneaux pour recouvrir les fenêtres.
Dans le comté de Suffolk, à New York, les autorités hésitèrent à émettre des ordres d'évacuation pour les résidents le long des zones côtières ce qui conduisit à une confusion. Le soir du 19 août, l'ordre fut finalement émis et le comté fut mis en état d'urgence. La Croix-Rouge américaine ouvrit quatre abris à Long Island pour 800 personnes pendant la tempête.
Avant l'arrivée de Bob en Nouvelle-Angleterre, les autorités du Connecticut et du Rhode Island déclarèrent l'état d'urgence. Tous les travailleurs de l'état furent à se rendre tôt au travail et se préparer pour la tempête. La législature du Connecticut annula une séance sur le budget et le gouverneur Lowell Weicker activa le centre des opérations d'urgence. Des sous-marins stationnés dans le port de Groton attendirent la tempête sous l'eau. Le service d'avion et de train fut perturbé dans les États du mid-Atlantique et de la Nouvelle-Angleterre. La Croix-Rouge américaine ouvrit 23 refuges dans 16 collectivités du Connecticut. Dans le Rhode Island voisin, c'est 40 refuges qui furent ouvert par la Croix-Rouge et 25 par d'autres organisations,. Environ 3 500 personnes furent évacuées à l'échelle de l'État, dont 2 000 sur Block Island. Plusieurs personnes se sont blessées lors des préparatifs.
Au Massachusetts, des milliers de résidents évacuèrent la région de Cap Cod, engorgeant sur 18 km le pont de Sagamore. Neuf refuges installés dans la région débordèrent de surpeuplés. Environ 50 000 personnes quittèrent leurs maisons à l'échelle de l'État, dont 6 500 se rendirent aux abris. Le président George H. W. Bush, qui était à son domicile à Kennebunkport, dans le Maine, fut évacué vers la base aérien de Pease au New Hampshire par convoi automobile. Des portions de l'Interstate 95 furent fermées pour lui permettre d'accéder directement à la base de l'Air Force, produisant des bouchons de circulation sur plusieurs kilomètres. Huit refuges furent ouverts dans le New Hampshire et environ 5 200 personnes, principalement des touristes, évacuèrent le littoral. Dans le Maine, 49 abris ouvrirent leurs portes et environ 8 600 personnes quittèrent la zone littorale dans le comté de York.
Le Centre canadien de prévision des ouragans commença à émettre à donner des avertissements pour le Canada atlantique plus tard le 19 août. La Nouvelle-Écosse, l'Île-du-Prince-Édouard et le Nouveau-Brunswick furent avertit de vents violents et de fortes pluies. Les pêcheurs de la baie de Fundy furent incités à retourner au port. Les pêcheurs à la Baie de Fundy ont été demandés à ramener leurs bateaux au port par crainte de fortes vagues.
Au matin du 20 août, tous les avertissements aux États-Unis furent interrompues sauf pour le Maine où il fut annuler un peu plus tard. Au Canada, ils furent terminés quand le système quitta la région.

## Impact
Le long de la côte est des États-Unis, l'ouragan Bob produisit des précipitations modérées et des dommages importants. Les dégâts ont totalisé environ 1,5 milliard de dollars américains (de 1991), dont environ 700 millions de dollars pour le nettoyage, les pertes non assurées et aux pertes alimentaires. Cela en faisait à l'époque l'un des ouragans les plus coûteux à avoir affecté les États-Unis, en grande partie parce qu'il est passé sur une région densément peuplée. Le long de sa trajectoire, l'ouragan a laissé 2,1 millions de personnes sans courant électrique, produit six tornades confirmées et treize tornades non confirmées.

### Carolines et Mid-Atlantique
| États/Province        | Morts (indirects) | Dommages (millions $US) |
| Caroline du Sud       | 1                 | –                       |
| Caroline du Nord      | 1                 | 8                       |
| New York              | 2                 | 150                     |
| Connecticut           | 4 (2)             | 8                       |
| Massachusetts         | 1                 | 1 000                   |
| Rhode Island          | 0                 | 230                     |
| New Hampshire         | 2                 | 4                       |
| Maine                 | 3                 | 42                      |
| Provinces atlantiques | 2                 | –                       |
| Total                 | 15 (2)            | 1 400                   |

Le centre de l'ouragan Bob est passé à plusieurs centaines de kilomètres à l'est de la Caroline du Sud n'y causant que des dommages légers. Cependant, la tempête a produit de grandes houles qui ont noyé un nageur à Myrtle Beach. Un voilier de Little River (comté d'Horry, en Caroline du Sud), en route vers Rhode Island, a vu son mât détruit, laissant l'équipage de trois a la dérive dans les eaux infestées de requins. Après 12 jours, la Garde côtière des États-Unis les a sauvé.
Le 18 août, l'ouragan Bob a brossé les Outer Banks de Caroline du Nord, apportant des vents forts et des pluies abondantes. Un maximum de 135 millimètres de pluie est tombé à la station météorologique du Cap Hatteras du National Weather Service mais les quantités étaient beaucoup moindres plus loin de la côte. Une personne fut tuée dans l'État et les dommages furent estimés à 8 millions de dollars (1991). La communauté de Duck, en Caroline du Nord, fut fouettée par les vents soutenus les plus élevés dans l'État à 100 km/h, alors que les rafales les plus élevées atteignaient 119 km/h au Cap Hatteras. Au large, le phare de Diamond Shoal enregistra un vent soutenu de 157,4 km/h avec une rafale de 197,6 km/h et une pression minimale 962,1 hPa) le soir du 18 au 19 août. Au Cap Hatteras, l'onde de tempête atteignit de 0,79 à 1,40 m.
Les Outer Banks subirent des inondations, des pannes de courant généralisées et la fermeture de la route principale, isolant ceux qui avaient décidé de ne pas évacuer. Six brèves tornades, entre F0 et F1 sur l'échelle de Fujita, touchèrent l'État dans les bandes externes de pluie de l'ouragan Bob, dont quatre dans le comté de Dare qui causèrent des dommages de 256 000 $US (1991). Près du Cap Hatteras, le vent a gravement endommagé une structure, qui a perdu son toit et son revêtement.
L'ouragan passa à l'est de la Virginie, donnant des quantités minimale de précipitations et des rafales de vent allant jusqu'à 64 km/h. Les dégâts par érosion des plages furet mineures à Sandbridge et Virginia Beach, en Virginie.
À Ocean City, dans le Maryland, une brève période de fortes pluies causa des inondations dans les rues et les hautes vagues générèrent une érosion minimale des plages. Des marées de 1,8 m furent observées sur le littoral du Delaware. Plus au nord, la tempête a causé l'érosion de la plage le long de la côte du New Jersey, alors que de fortes pluies ont causé des inondations dans les rues.
Les pluies les plus fortes, 182 mm, en dehors de la Nouvelle-Angleterre sont tombées à Bridgehampton, New York, et deux tornades furent signalées à Long Island. Les vents violents détruisirent les vergers de pommes et de pêches, ainsi que les champs de maïs sur Long Island. Après un été sec, le soudain déluge détruisit les cultures de pommes de terre, ce qui a entraîné des coûts de 20 millions de dollars, environ un sixième de la production agricole de la région. Les vents forts provoquèrent des pannes de courant pour 477 765 clients de Long Island Lighting Company pour durant près de cinq jours. Une personne est décédée dans un accident de voiture causé par un feu de circulation qui ne fonctionnait plus à cause de la perte de courant électrique et la conductrice d'un train est morte lorsque son train frappa un arbre tombé. Les hautes vagues ont détruit des filets de pêche au large des côtes, causé l'érosion des plages et la destruction généralisée des bateaux le long de la côte.

### Nouvelle-Angleterre

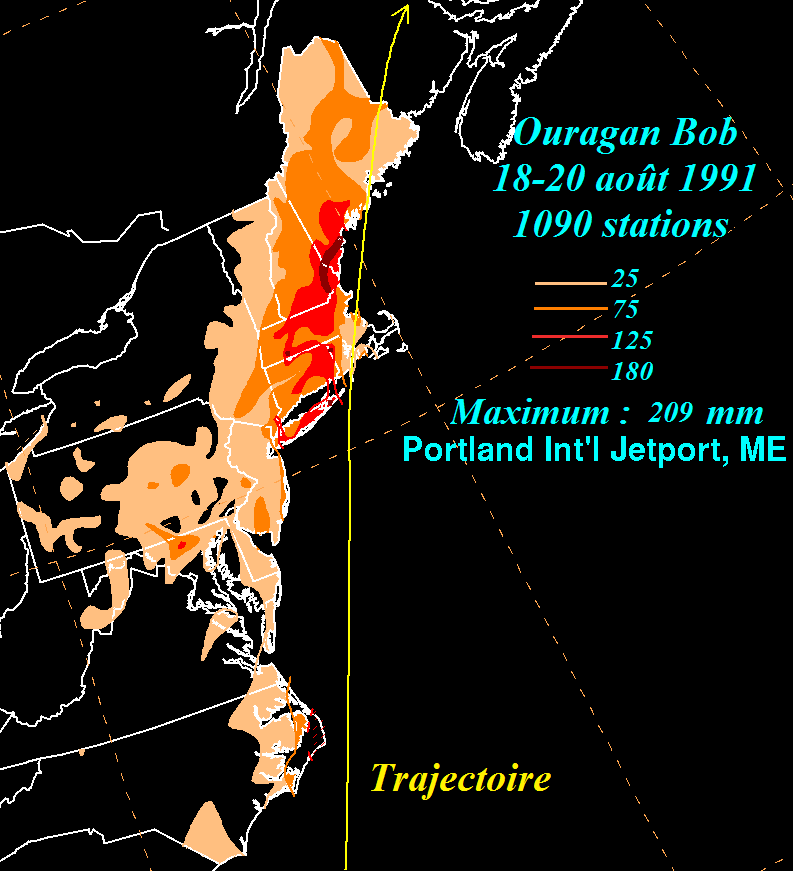
Accumulations de pluie avec Bob le long de la côte est des États-Unis

#### Rhode Island
Bob passa directement à Block Island, au Rhode Island et les stations météorologiques y enregistrèrent des rafales à 169 km/h. Sur le reste de l'État, les vents maximaux furent de 144 km/h à Narragansett et les précipitations ont culminé à 181 mm à North Foster. La surcote fut de 2,0 m à Providence, la capitale, alors que l'onde de tempête fut de 5,0 mètres à l'embouchure de la rivière Sakonnet. La mer déchaînée causa une forte érosion des plages le long du littoral et de certaines routes côtières. Des inondations furent signalées le long de la rivière Pocasset.
Bob causa environ 200 000 pannes de courant électrique au Rhode Island et dans le sud-est du Massachusetts, soit environ 60 % des résidents de la région,. Au cours de la tempête, les stations de traitement durent déverser plus de 100 millions de tonnes d'eaux usées dans la baie de Narragansett, ne pouvant les traiter. Les dégâts totalisèrent plus de 115 millions de dollars.

#### Connecticut
Au Connecticut, un homme de Sterling est mort après avoir été frappé par une branche d'arbre, une femme s'est noyé quand son voilier a chaviré, un décès est dû à un incendie et il y a eu cinq autres décès à travers l'état,,. Les vents atteignirent 120 km/h près de Groton, avec une rafale de 160 km/h. Ces vents abattirent des arbres dans chaque comté dans l'État, mais les dégâts furent les plus importants dans la partie sud-est près de la côte. L'accumulation de pluie maximale fut à Norwich où 158 mm furent signalés.
Dans l'ensemble, environ 315 000 personnes perdirent le courant au Connecticut. L'onde de tempête atteignit 1,5 m à New London et l'inondation côtière fut limitée au comté de New London, causant des dégâts minimes. Les inondations pluviales furent mineures, limitées aux abords des  petites rivières. Au total, les pertes furent estimées à environ 49 millions de dollars, y compris 4,5 millions en dommages aux cultures.

#### Massachusetts

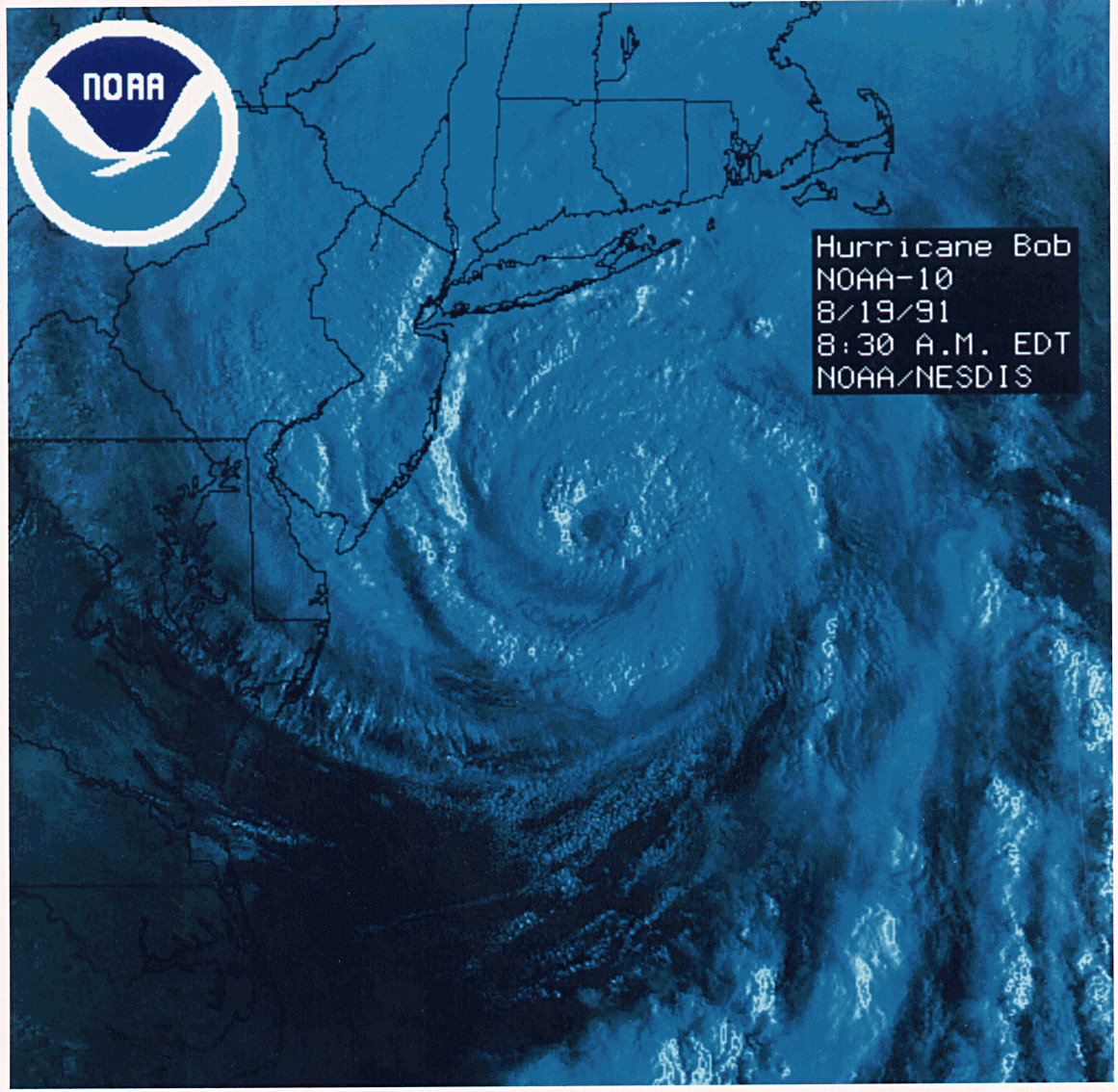
Bob au sud de Long Island et se dirigeant vers la Nouvelle-Angleterre.

L'État le plus touché par Bob fut le Massachusetts, où les dommages s'élevèrent à plus de 1 milliard de dollars. L'ouragan a laissé plus de 500 000 personnes sans électricité, y compris toute la région du Cap Cod, particulièrement dans la baie de Buzzards. Au moins 61 maisons furent détruites dans ce dernier secteur. Les dégâts aux cultures, dont les vergers de pommes et de pêche, furent estimés à environ 10 millions de dollars. L'infrastructure de l'État a subi pour sa part 69 millions de dollars de dommages et les dommages causés aux bateaux furent significatifs dans la région.
Les vents soutenus les plus forts dans l'État furent de 161 km/h à Provincetown. Le cumul maximal de pluie de 179 mm fut enregistré à Westfield. La plus forte onde de tempête fut notée le long de la baie de Buzzards, 1,8 m, à New Bedford et Woods Hole. Ces marées érodèrent la plage autour du phare de Chatham, laissant derrière elle une falaise de 1,5 m. D'autres sites, y compris les rives orientées vers le sud le long de Martha's Vineyard et Nantucket, perdirent jusqu'à 15 mètres de plage.

#### New Hampshire
Bien qu'elle soit restée au large de l'État, Bob donna de forts vents au New Hampshire, avec des rafales atteignant 97 km/h à la base de la Garde nationale aérienne de Pease, soit près de la côte Atlantique. Du point de vue de pluie, le maximum fut noté au mont Washington à 189 mm. Les rivières Lovell et Contoocook débordèrent en raison des pluies et des inondations se produisirent dans les zones urbaines dans le sud et le cente de l'État. Dans le Vermont voisin, il est tombé jusqu'à 108 mm à Vernon dans l'extrême sud-est.
Deux décès furent signalés au New Hampshire, l'un d'un accident d'automobile et l'autre à cause du renversement d'un bateau. Les vents abatirent des arbres et des lignes électriques électriques, ce qui causer des pannes pour 30 000 personnes,. Les dégâts furent estimés à environ 2 millions de dollars.

#### Maine
Bien traversant le Maine en tant que tempête tropicale, Bob conserva des vents au maximum de cette échelle, dont de rafales de 110 km/h rapportée à Portland, 148 km/h à une station de Wiscasset avant qu'elle se brise et de 150 km/h à une autre station au même endroit. Au total, 169 200 clients ont perdu le courant, dont certains restent sans électricité pendant une semaine. La tempête et ses vents générèrent une onde de tempête de 0,84 m.
Une tornade fut signalée à St. Albans. Elle a abattu plusieurs arbres, endommagé quelques maisons et déplacé un hangar à bateaux à trois pâtés de maisons mais n'a pas été confirmé dans le rapport final comme une tornade,.
La plus forte accumulation de pluie avec Bob aux États-Unis fut rapportée à l'aéroport international de Portland International Jetport où il est tombé 209 mm. Cela contribua à faire d'août 1991 le mois le plus pluvieux jamais enregistré à Portland. À l'époque, son total de pluie sur 24 heures (199 mm) était le plus élevé jamais enregistré mais il fut dépassé en octobre 1996 par un système extratropical alimenté par l'ouragan Lili.
Les pluies de Bob produisirent un débit record le long de la rivière Presumpscot, même si ce record a également été dépassé par le système de 1996. Le débordement de la rivière a éliminé cinq ponts et routes dans le sud-ouest du Maine. Un homme s'est noyé quand il fut balayé par la rivière en crue, et un autre est mort dans l'océan dans sa chaloupe de sauvetage. Au total, 700 maisons furent touchées par la tempête, dont une qui fut détruite et trois qui subirent des dégâts majeurs. Les dommages dans la région autour de Portland ont totalisé plus de 25,7 millions de dollars et trois décès.

### Provinces atlantiques du Canada
Bob était post-tropicale en arrivant sur les provinces maritimes. La tempête donna jusqu'à 87 mm de pluie dans le nord du Nouveau-Brunswick et les vents les plus forts furent de 109 km/h à Digby, Nouvelle-Écosse. En arrivant à Terre-Neuve, elle était devenue extra-tropicale et amoindrie ce qui fait que les vents maximaux y furent seulement de 59 km/h et la quantité de pluie de 26 mm à Saint-Jean de Terre-Neuve.
Au Nouveau-Brunswick deux bateaux de pêche et une embarcation de plaisance chavirèrent à Petit-Rocher, l’arcade servant d’entrée au parc Seaside s’effondra et des arbres furent coupés à Saint-Jean et des nombreuses pannes d'léectricité furent rapportées. Les vols à l'aéroport de Saint-Jean et les traversées de la baie de Fundy par le Princess of Acadia, entre Digby et Saint-Jean, furent annulées. Près de Grand Manan, 30 parcs de fascines, enceintes en clayonnages servent à prendre ou garder du poisson en bord de mer, subirent pour 1 million de dollars de dommages de 1991.
En Nouvelle-Écosse, deux adolescents furent emportés par la mer et présumés noyés au large du cap Fourchu, à Yarmouth et deux hommes parvinrent à revenir au rivage dans les mêmes conditions. À l'Île-du-Prince-Édouard, seulement quelques pannes d’électricité et des branches cassées furent notées.

## Épilogue

### Aide fédérale américaines
En raison des dégâts élevés laissés par l'ouragan Bob, le président George H. W. Bush déclara les états suivants sinistrés : Rhode Island, Massachusetts, Maine, Connecticut, New Hampshire et New York. Les dommages dans le Maine furent insuffisants pour être admissibles à une aide familiale individuelle, la déclaration alloua alors des fonds fédéraux pour rembourser aux villes l'enlèvement des débris, la réparation des bâtiments publics endommagés et d'autres dépenses municipales pour chacun des États.
Malgré la déclaration, le gouvernement fédéral n'a pas immédiatement fourni d'aide à la région touchée. Cela s'explique en partie par le point de vue pris par le président Bush qui considéra l'ouragan comme une catastrophe plutôt qu'une urgence. Le changement vers ce dernier statut aurait nécessité des compressions dans d'autres items du budget fédéral afin de fournir une aide humanitaire plus immédiate. Cette décision fut cependant contraire à l'avis du Congrès des États-Unis, contrôlé par les Démocrates, qui demanda un processus accéléré.

### Secours
Après le passage de la tempête, la Long Island Lighting Company utilisa 165 monteurs de ligne pour restaurer le courant à Long Island. Au lendemain de Bob, la Commonwealth Electric Company a fait appel à des électriciens externes et a mis ses propres travailleurs sur des quarts de travail de 16 heures pour restaurer le courant à travers le Massachusetts. La plupart des résidents de l'État, à l'exclusion de ceux du Cap Cod, purent ainsi retrouver leur électricité dans les cinq jours.
Dans le Connecticut, les autorités déployèrent environ 200 camions pour éliminer les débris encombrant les routes. La garde nationale du Massachusetts fut sollicitée pour participer aux secours. Dans le Rhode Island, un homme s'électrocuta lors de la réparation des dommages causés par Bob et trois autres furent blessés.
L'ouragan a frappé vers la fin de l'été, ce qui a considérablement affecté la saison touristique déjà aux prises avec la récession du début des années 1990. La côte de la Nouvelle-Angleterre a été affectée par une puissante tempête du Cap Hatteras, connue sous le nom de Tempête de l'Halloween 1991, environ deux mois après l'ouragan et il est à noter que certains endroits subirent des dégâts pires avec cette dernière qu'avec Bob.
L'ouragan eut un effet positif en mélangeant suffisamment les eaux de Long Island Sound pour empêcher la floraison d'algues qui en se décomposant diminuent la teneur en oxygène de l'eau. Il en résulta une bonne qualité de ses eaux cet été là, contrairement aux étés précédents.

### Retrait du nom
Le nom de Bob fut retiré de la liste des noms d'ouragan par le comité des cyclones tropicaux de l'Organisation météorologique mondiale au printemps suivant à la demande des pays touchés. Il ne sera plus utilisé pour un ouragan de l'Atlantique.